# Hauptmann (Familienname)
Hauptmann ist ein deutscher Familienname.

## Namensträger
- Alfred Hauptmann (1881–1948), deutscher Psychiater und Neurologe
- Alois von Hauptmann (1835–1914), österreichischer Feldmarschallleutnant
- Anja Hauptmann (* 1943), deutsche Sängerin und Liedtexterin
- Anna Milder-Hauptmann (1785–1838), österreichische Opernsängerin
- Anna Versing-Hauptmann (1834–1896), deutsche Bühnenschauspielerin und Schriftstellerin
- Anton Hauptmann (1864–1953), deutscher Verwaltungsjurist
- Anton Georg Hauptmann (1735–1803), deutscher Baumeister
- August Hauptmann (1607–1674), Arzt und Alchemist in Dresden und Bad Wolkenstein
- Bruno Richard Hauptmann (1899–1936), deutscher Emigrant in den USA, Entführer und Mörder von Charles Lindberghs Sohn
- Carl Hauptmann (1858–1921), deutscher Schriftsteller, Bruder von Gerhart Hauptmann
- Carl Hauptmann (Verleger) (1853–1933), deutscher Verleger
- Claudia Hauptmann (* 1966), deutsche Malerin
- Cornelius Hauptmann (* 1951), deutscher Konzert- und Opernsänger
- Elisabeth Hauptmann (1897–1973), deutsche Schriftstellerin und Mitarbeiterin von Bertolt Brecht
- Emil Hauptmann (1940–2012), tschechischer Künstler und Autor mehrerer Zeichentrickfilme für Kinder
- Ernst Hauptmann (1850–nach 1937), deutscher Augenarzt
- Eugenie Hauptmann (1865–1933), deutsch-böhmische Genre- und Porträtmalerin
- Eva Hauptmann (Eva Bernstein; 1894–1986) deutsche Geigerin und Hochschullehrerin
- Felix Hauptmann (Jurist) (1856–1934), deutscher Jurist, Heimatforscher und Heraldiker
- Felix Hauptmann (Musiker) (* 1993), deutscher Jazzmusiker
- Ferdinand Hauptmann (Historiker) (1919–1987), österreichischer Historiker
- Ferdinand Hauptmann (1913–1989), Ordinarius substitutus des Bistums Timişoara
- Friedrich Hauptmann (1860–nach 1940), deutscher Chorleiter und Dirigent
- Gaby Hauptmann (* 1957), deutsche Journalistin und Schriftstellerin
- Gerhard Hauptmann (Grafiker) (* 1920), deutscher Grafiker und Maler
- Gerhart Hauptmann (1862–1946), deutscher Schriftsteller und Dramatiker des Naturalismus
- Hans Hauptmann (Schriftsteller) (1865–1946), deutscher Schriftsteller und Publizist
- Hans Hauptmann (Kameramann) (1914–??), deutscher Kameramann
- Hans Hauptmann (Sänger) (1919–2006), deutscher Sänger (Bass)
- Hans-Peter Hauptmann (1939–1965), deutsches Todesopfer an der Berliner Mauer
- Harald Hauptmann (1936–2018), deutscher Archäologe und Historiker
- Helmut Hauptmann (Schriftsteller) (* 1928), deutscher Schriftsteller
- Helmut Hauptmann (Fußballspieler) (* 1964), österreichischer Fußballspieler
- Ivo Hauptmann (1886–1973), deutscher Maler
- Johann Gottfried Hauptmann (1712–1782), deutscher klassischer Philologe und Gymnasialdirektor
- Johann Gottlieb Hauptmann (1703–1768), deutscher Sprachwissenschaftler und Theologe
- Karl Hauptmann (1880–1947), deutscher Maler
- Lorenz Hauptmann (1802–1870), österreichischer Musiker und Komponist
- Margarete Hauptmann (1875–1957), deutsche Schauspielerin
- Marie Hauptmann (1860–1914), deutsche Ehefrau von Gerhart Hauptmann
- Marius Hauptmann (* 1999), deutscher Fußballspieler
- Mark Hauptmann (* 1984), ehemaliger deutscher Politiker (MdB der CDU)
- Moritz Hauptmann (1792–1868), deutscher Komponist
- Niklas Hauptmann (* 1996), deutscher Fußballspieler
- Paul Hauptmann (* 1967), österreichischer Regisseur
- Paul Adolf Hauptmann (1887–1958), deutscher Maler
- Peter Hauptmann (Verleger) (1825–1895), deutscher Verleger und Politiker (Zentrum)
- Peter Hauptmann (Theologe) (1928–2016), deutscher Theologe
- Peter Hauptmann (Physiker) (* 1944), deutscher Physiker und Hochschullehrer
- Peter Hauptmann (Staatssekretär) (* 1966), deutscher politischer Beamter, Staatssekretär
- Ralf Hauptmann (* 1968), deutscher Fußballspieler
- Reinhard Hauptmann (* 1947), deutscher Fußballspieler
- Rudolf Hauptmann (1864–1937), österreichischer Kapellmeister und Pianist
- Siegfried Hauptmann (1931–2011), deutscher Chemiker
- Susette Hauptmann (1811–1890), deutsche Malerin, Zeichnerin und Sängerin
- Tatjana Hauptmann (* 1950), deutsche Illustratorin und Autorin
- Walter Hauptmann (Mediziner) (1898–1952), österreichischer Mediziner, Bakteriologe, Hygieniker und Hochschullehrer
- Walter Hauptmann (Politiker) (1909–1988), deutscher Politiker (DP, GDP, FDP)
- Walter Hauptmann (Fußballspieler) (* 1964), österreichischer Fußballspieler
- Werner Hauptmann (* 1968), tschechischer Lokalpolitiker, Oberbürgermeister von Karlsbad